# 成宮真希
成宮 真希（なるみや まき、1985年4月7日 - ）は、熊本県熊本市出身の日本の元プロレスラー。身長163cm、体重56kg。熊本県立熊本高等学校卒業、お茶の水女子大学文教育学部中退。

## 所属
- アイスリボン（2011年3月19日 - 2015年3月31日）
- REINA女子プロレス（2015年4月1日 - 2016年3月25日）

## 経歴
2011年
- 3月19日、アイスリボン274・道場マッチにて、対宮城もち戦でデビュー。
  - 当初は3月12日にデビューする予定だったが、前日（3月11日）の震災並びに原発事故による影響で延期。
- 4月20日、アイスリボン283・道場マッチにて、対松本都戦で初勝利。
- 11月18日、19時女子プロレス初参戦。つくしとのタッグでさくらえみ&くるみと対戦するが敗れた。
- 12月28日、アイスリボン356・道場マッチにて志田光と組み、さくらえみ&つくし組からインターナショナル・リボンタッグ王座を奪取。第22代リボンタッグ王者となった。自身にとって初戴冠となる。

2012年
- 1月8日、ブル中野引退興行「女帝」に参戦。
  - ブル中野と同じくギロチンを得意技として使うことや、ブル中野が観戦に訪れた試合中に成宮がしかけた逆エビ固めを見た際の「背中で語れる選手」との評価を受け指名された。
- 1月27日、19時女子プロレスにて行われた次期インターネットシングル王座挑戦者決定トーナメント「19 O'clock Girl'sトーナメント」1回戦で星ハム子と対戦し勝利。
- 2月5日、横浜ラジアントホールにて行われた横浜リボンにて藤本つかさ&つくし組の「ドロップキッカーズ」と対戦、敗退。インターナショナル・リボンタッグ王座を失う。
- 2月24日、19時女子プロレスにて「19 O'clock Girl'sトーナメント」準決勝、長野ドラミと対戦し敗退。
- 2月25日、アイスリボン道場マッチにて、翌3月に行われるリボンマーチでのインターナショナル・リボンタッグ選手権試合の挑戦者となる豊田真奈美のタッグパートナー決定トーナメント決勝でくるみに敗退。これにより豊田&くるみ組の挑戦が決定。
- 3月7日、自身の入場曲を歌っていることから親交のあるオルタナティブ・アイドルユニットhy4_4yh（ハイパーヨーヨ）とアイスリボンの合同イベント「hyR_Byh(ハイパー☆リボン)に密航せよ!vol.1」に参加。
- 3月20日、アイスリボン後楽園大会アイスリボンマーチ2012にて引退直前の植松寿絵とタッグを組みみなみ飛香&りほ（現：里歩）組と対戦し勝利。
  - プロレスラーとして大先輩にあたる植松自身から「表情がとてもよかった」と直々の指名を受けてタッグを組むことが決定した。
- 4月6日、19時女子プロレスにて行われた「第2回19 O'clock Girl'sトーナメント」1回戦にて長野ドラミと対戦、勝利。
- 5月5日、アイスリボン後楽園大会「GOLDEN RIBBON 2012」にて、男女混合タッグトーナメント『ゴーゴー！ゴールデンミックスドタッグトーナメント』に大阪プロレスで活動する政宗とタッグを組みエントリー。勝ち進むも決勝戦にてマサ高梨&くるみ組に敗れる。準優勝。
  - 成宮が初めて見たプロレスが大阪プロレスの興行であり、政宗とのタッグは長年の希望が叶ったものであった。
- 5月11日、19時女子プロレスにて「第2回19 O'clock Girl'sトーナメント」準決勝で雫あき（現：雫有希）と対戦、敗退。
- 6月23日、アイスリボン道場マッチにてLeonとシングルに敗れ、試合後にLeonが主催する「獅子の穴」への参加を申し入れ承諾。
- 7月8日。JWP初参戦。ラゾーナ川崎プラザソル大会で中森華子とシングルも敗れる。
- 7月28日、アイスリボン・JWP横浜ラジアントホール大会にて行われた「JRIBBON2012夏女決定トーナメント」（アイスリボン・JWP混成タッグによるワンデイトーナメント）に中森華子とのタッグで優勝。
- 8月8日、プロレスリングWAVE初参戦。山縣優と組み、藤本つかさ&ラビット美兎と対戦し、美兎にダイビング・ギロチンドロップをお見舞いし勝利。
- 8月19日、後楽園大会にてラビット美兎が持つJWP認定ジュニア王座&POP王座に挑戦するが、敗れる。
- 12月14日から16日、DDT西日本ツアーに帯同。初日の熊本市流通情報会館で地元凱旋。
- 12月31日、後楽園大会にて紫雷美央よりICE×60王座を奪取

2013年
- 1月7日、脊椎の損傷による長期の欠場を発表。ICE×60王座も返上。
- 8月25日、アイスリボン後楽園大会で復帰。
- 9月22日、復帰決定時から対戦希望を出されていた世羅りさとの初シングルで新技ユルネバを初披露して勝利。
- 10月6日、WRESTLE-1初参戦。OZアカデミー認定無差別級王者AKINOとシングルで対戦も敗れる。
- 12月31日、藤本つかさとICE×∞王座に挑戦し敗北。禁断のダイビングギロチンドロップも出した。

2014年
- 3月30日、世羅りさとの「.STAP」でインターナショナル・リボンタッグ王座獲得。
- 4月6日、WNC初参戦。元同門の先輩・真琴と組み、朱里&小林香萌組と対戦。真琴がスピアーを小林に決め勝利[2]。
- 5月25日、REINA新木場大会でアマポラが持つCMLL-REINAインターナショナル王座に挑戦[3]。メキシコでは主流の3本勝負となったが、1-2で敗れる。
- 7月13日、九州プロレス熊本大会に凱旋。
- 8月8日、REINAレッスル武闘館大会でシルエタが持つCMLL-REINAインターナショナルジュニア王座に挑戦し、王座奪取に成功[4]。
- 8月30日、REINA後楽園大会でシルエタとのダイレクトリマッチ、しかし敗れジュニア王座陥落[5]。
- 9月11日、4団体合同興行「M.I.O.（ミッション・イン・オーダテ）」で有刺鉄線デスマッチに初挑戦。
- 10月6日-9日、長与千種プロデュース「That's女子プロレス」九州巡業に参加、台風の影響で初日は欠場となったものの、最終日の熊本大会ではメインエベント。
- 10月12日より2週間、真琴とともにCMLL遠征。

2015年
- 4月1日、REINAへ円満移籍。活動はREINAが中心だがアイスリボンにも参戦は予定している。

2016年
- 1月17日、REINA新木場大会で寿引退を発表。
- 3月25日の後楽園ホール大会での同日で退団する朱里と組み世羅りさ&雪妃真矢を相手に対戦し朱里が雪妃にバズソーキックを決め勝利し引退。また成宮の希望でリングアナウンサーをアイスリボンの千春が担当[6]。

## 人物
- リングネームの「成宮」はさくらえみが命名時に観た映画「ナルニア国物語」、「真希」は「真の希望の新人」という意味が込められて命名された[7]。
- 蕨の現道場におけるプロレス教室出身レスラー第3号である。
- 素質を見込まれ、団体では異例となるエキシビションなしでのデビューとなった。
- プロレスをする前は日本舞踊をしており、海外公演などの活動をしていた[8]。その為、日本舞踊の動作名を技名に使う事が多い。
- 熊本県立熊本高等学校時代はバスケットボール部に所属し、県大会ベスト4まで進んだ[9]。
- 様々なバリエーションのギロチンドロップを得意としており、かつて持ち技としてきたブル中野に見込まれ、ブルから直接指導を受けた事もある。
- 同郷の先輩であるTAJIRIが旗揚げしたSMASHへの参戦希望し、同団体への参戦はかなわなかったものの、後継として旗揚げされたWNCに2014年に参戦、現在はWNC女子部を事実上引き継いだREINAにレギュラー参戦している。初対面のときのTAJIRIが最初に言った一言は「べっぴんさんが来ましたね」だった。
- 2013年に負傷欠場した際、引退も視野に入れて東京の会社に就職したが、職場の理解も得て兼業レスラーとして復帰している。2014年からは再び専業に戻った[3]。
- 2014年8月より前任者の235から引継ぎ、プロレスサークルのコーチに就任。
- 成宮デビュー当時アイスリボン所属だった真琴より「自分がいたときのアイスリボンで一番精神がまともだった」と評された[10]。

## 得意技

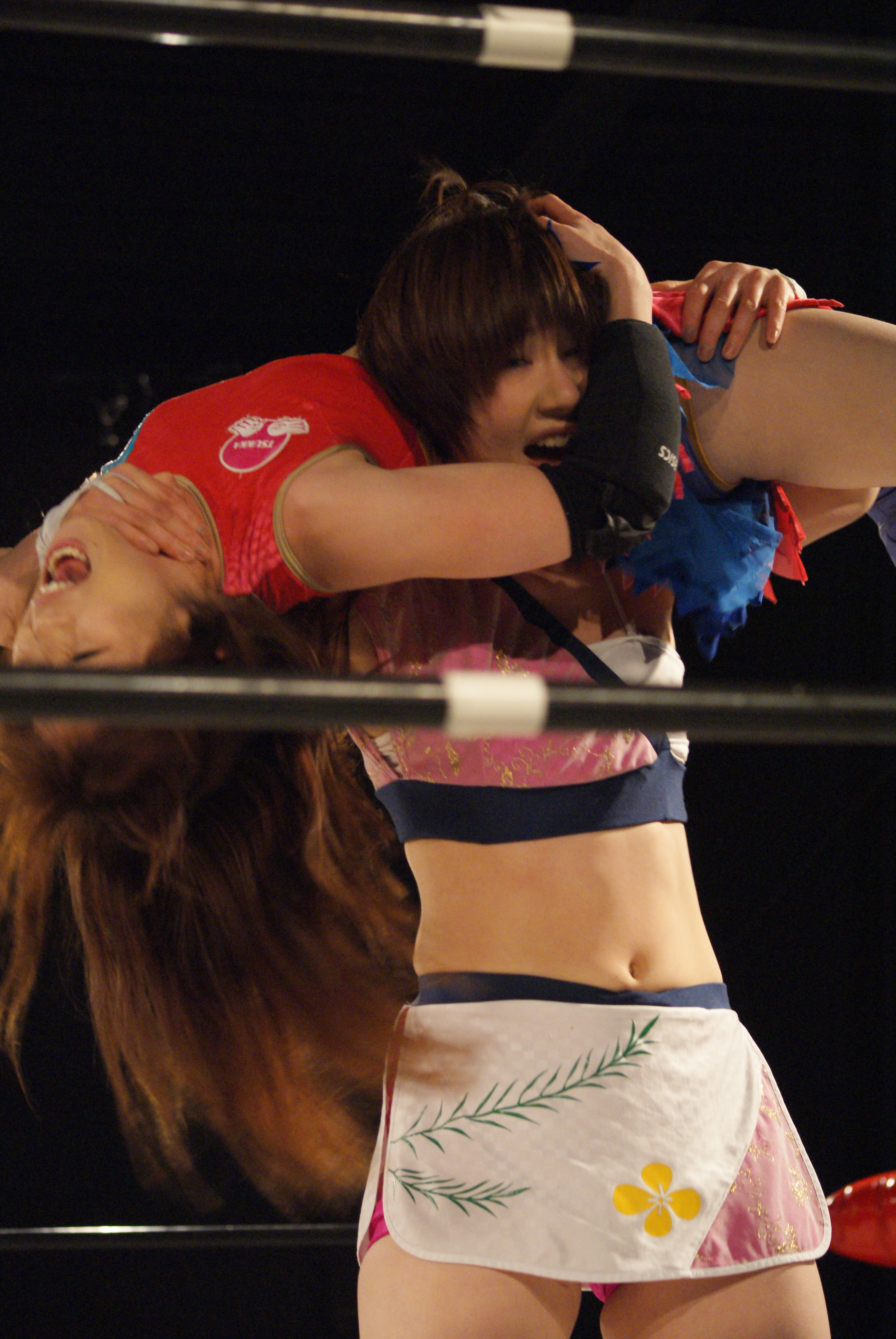
ユルネバ
アルゼンチンバックブリーカーの形で担ぎ、ダイヤモンド・カッターの形で落とす。
どぎゃん返し
レインメーカー式に相手を手繰り寄せ、相手の片足を取って前転し丸め込む。
アルゼンチン式スパインボム
ICEX60王座・リボンタッグ王座の戴冠時に使用した、ここ一番でのフィニッシャー。
ドリンク固め
カンパーナ
袈裟斬りチョップ
脳天唐竹割り
要返し
ローリングチョップ。日本舞踊の技から命名。
ギロチンドロップ
ブル中野から伝授。脊椎損傷の原因となったため、現在は封印。
六方落とし
コーナーから正面に立つ相手に決めるギロチンドロップ。歌舞伎の演技動作「六方」から命名。
スピアー
ブレーンバスター
武者返し

## 獲得タイトル
- インターナショナルリボンタッグ王座 - 第22代（&志田光）、第33代（&世羅りさ）
- 第16代ICE×60王座
- 第5代CMLL-REINAインターナショナルジュニア王座
- 第8代、第10代CMLL-REINAインターナショナル王座

## 入場曲
- 「舞姫」

（不明）
- 「ジェネレーションX-NEO」（hy4_4yh）
- 「Que Suenen Los Tambores」

（LARITZA BACALLAO）